# Тетрация
Тетрацията е математическа операция на итеративно степенуване. За нея няма общоприето означение, но най-често се използва нотацията на Кнут ({\displaystyle {a\uparrow \uparrow n}}) или ляв горен индекс ({\displaystyle {^{n}a}}).
Тетрацията се дефинира като итеративно степенуване, като {\displaystyle {^{n}a}} означава {\displaystyle {a^{a^{\cdot ^{\cdot ^{a}}}}}}, при което n копия на a са подложени на последователно степенуване от дясно наляво (извършват се {\displaystyle n-1} последователни степенувания). n се нарича „височина“ на функцията, а a – нейна „основа“. Подобно на степенуването, което има две обратни функции – коренуване и логаритъм – и тетрацията има две обратни функции – суперкоренуване и суперлогаритъм.
Тетрацията е част от поредицата на хипероперациите – след степенуването, но преди пентацията. Наименованието ѝ е въведено от английския математик Рубен Гудстейн.